# Micro (мініальбом Jinjer)
Micro (укр. Мікро) — другий мініальбом українського метал-гурту Jinjer. Він вийшов 11 січня 2019 року на лейблі Napalm Records.

## Про альбом
У липні 2018 басист гурту, Євген Абдюханов, у одному з інтерв'ю заявив, що у вересні того ж року вони почнуть роботу над новим мініальбомом.
У жовтні стало відомо назву майбутнього мініальбому, він отримав назву «Micro».
18 жовтня гурт випустив сингл «Ape», який є першим з часів їхнього минулого повноформатного альбому «King of Everything» та відеокліп на нього, режисером якого був Олег Руз.
30 листопада було презентовано другий сингл, що отримав назву «Dreadful Moments» та ліричне відео до нього. Самі музиканти так коментують цей трек:
|  | Це найбільш похмура пісня, яку ми коли-небудь випускали, як у плані музики, так і у сенсі лірики. Те, що змусить вас пройти через весь той жах, який чимало людей були вимушені пізнати у дитинстві, те, що ніколи не дозволить вам залишатися байдужими. |

Презентували альбом 11 січня 2019 року. Тоді ж гурт випустив відеокліп на композицію «Perennial», режисером якого став Шах Таліфта, та анонсували тур Європою на підтримку мініальбому разом з Amorphis та Soilwork.

## Список композицій
| Стандартне видання         | Стандартне видання  | Стандартне видання |
| #                          | Назва               | Тривалість         |
| -------------------------- | ------------------- | ------------------ |
| 1.                         | «Ape»               | 3:16               |
| 2.                         | «Dreadful Moments»  | 4:45               |
| 3.                         | «Teacher, Teacher!» | 5:52               |
| 4.                         | «Perennial»         | 4:38               |
| 5.                         | «Micro»             | 1:43               |
| Загальна тривалість: 20:14 |                     |                    |

## Відгуки
Альбом отримав змішані відгуки.
У рецензії на сайті «NEFORMAT» автор робить акцент на цікавих текстах пісень та якісних кліпах, але вказує, що стиснутий графік запису мініальбому вплинув на якість композицій і що гурту «не вистачило часу на створення матеріалу та парочка прохідних треків потрапила на платівку».
Ґреґ Макі з сайту «Live Metal» відмітив, що навіть якщо відкинути однойменну з альбомом інструментальну композицію, то реліз «матиме більше музичних поворотів, ніж більшість гуртів у повноформатній композиції».
Оглядач з сайту «Metal Injection» відзначив потужне звучання та написав, що цей реліз «близький до досконалості, і це незаперечний доказ того, що цей гурт — це щось більше, ніж лише спалах у соціальних мережах».
Ендрю Мейсі з сайту «The Rockpit» зазначив, що цей мініальбом підійде для ознайомлення нових фанатів з гуртом, у той же час як бувалі фанати чекатимуть нового повноформатного альбому.
Ронні Біттнер у своєму огляді для «Rock Hard» похвалив вокальні здібності Тетяни Шмайлюк, але залишився розчарованим інструментальним наповненням альбому.

## Нагороди та номінації
| Рік  | Премія                       | Номінація            | Результат | Примітка                       | Дж.    |
| ---- | ---------------------------- | -------------------- | --------- | ------------------------------ | ------ |
| 2019 | The Best Ukrainian Metal Act | Найкраще метал відео | Номінація | «Perennial» (реж. Шах Таліфта) | [ 18 ] |

## Учасники запису
У записі мініальбому взяли участь:

### Jinjer
- Тетяна Шмайлюк — спів;
- Роман Ібрамхалілов — гітара;
- Євген Абдюханов — бас-гітара;
- Влад Уласевич — ударні.

### Інші учасники
- Макс Мортон — продюсування, запис, зведення[en], мастеринг;
- Райлі Шмітц — обкладинка;
- Олег Руз — художнє оформлення.